# Zingel
Zingel là một chi cá nước ngọt trong họ cá vược Percidae gồm có 04 loài cá.

## Đặc điểm
Cá Zingel thường có thân mình dài và thuôn với chiều dài từ 12 đến 48 cm, chúng thường được tìm thấy ở những con sông và con suối thuộc châu Âu Chúng thường ăn những động vật không xương sống nhỏ, những con côn trùng, ấu trùng và những con cá nhỏ hơn chúng. Hiện nay những loài trong chi này đều thuộc diện nguy cấp và trong tình trạng bị đe dọa.

## Các loài
Chi cá này hiện nay có các loài sau đây:
- Zingel asper Linnaeus, 1758
- Zingel balcanicus S. L. Karaman, 1937
- Zingel streber Siebold, 1863
- Zingel zingel Linnaeus, 1766